# Pyrénées-Atlantiques
Pyrénées-Atlantiques este un departament din sud-vestul Franței, situat în regiunea Aquitania-Limousin-Poitou-Charentes. Este unul dintre departamentele originale ale Franței create în urma Revoluției din 1790. Este numit după râul Munții Pirinei și Oceanul Atlantic. Până în 1969 a fost numit Basses-Pyrénées, iar denumirea i-a fost schimbată pentru a elimina expresia basse (de jos - inferior). Departamentul are tradițional o mare populație bască.

## Localități selectate

### Prefectură
- Pau

### Sub-prefecturi
- Bayonne
- Oloron-Sainte-Marie

### Alte orașe
- Anglet
- Biarritz
- Orthez

### Alte localități
- Lacq
- Lescun
- Saint-Girons-en-Béarn

## Diviziuni administrative
- 3 arondismente;
- 52 cantoane;
- 547 comune;